# Liste der Monuments historiques in Romagny (Haut-Rhin)
Die Liste der Monuments historiques in Romagny führt die Monuments historiques in der französischen Gemeinde Romagny auf.

## Liste der Objekte
| Bezeichnung               | Beschreibung                                | Standort                        | Kennzeichnung | Schutzstatus | Datum | Bild |
| ------------------------- | ------------------------------------------- | ------------------------------- | ------------- | ------------ | ----- | ---- |
| Skulptur Madonna mit Kind | Holz, farbig gefasst und vergoldet, um 1800 | in der Kirche St-Florent (Lage) | PM68001302    | Inscrit      | 1998  |      |